# Aphis kosarovi
Aphis kosarovi är en insektsart. Aphis kosarovi ingår i släktet Aphis och familjen långrörsbladlöss. Inga underarter finns listade i Catalogue of Life.